# ستروهاروف (ناحیه بنشوف)
ستروهاروف (به چکی: Struhařov) یک منطقهٔ مسکونی در جمهوری چک است که در ناحیه بنشوو واقع شده‌است.